# Phylloscopus olivaceus
Phylloscopus olivaceus е вид птица от семейство Phylloscopidae.

## Разпространение
Видът е разпространен във Филипините.